# San Ignacio, Coahuila
San Ignacio är en ort i Mexiko.   Den ligger i kommunen Ramos Arizpe och delstaten Coahuila, i den centrala delen av landet, 700 km norr om huvudstaden Mexico City. San Ignacio ligger 870 meter över havet och antalet invånare är 125.
Terrängen runt San Ignacio är platt åt nordost, men åt sydväst är den kuperad. Runt San Ignacio är det mycket glesbefolkat, med 7 invånare per kvadratkilometer. Närmaste större samhälle är La Leona, 7,9 km norr om San Ignacio. Omgivningarna runt San Ignacio är i huvudsak ett öppet busklandskap.